# توماس أوليفر (سياسي)
توماس أوليفر (بالإنجليزية: Thomas Oliver)‏ هو سياسي أمريكي، ولد في 5 يناير 1733، وتوفي في 20 نوفمبر 1815.